# Ouissam Alaouites orden

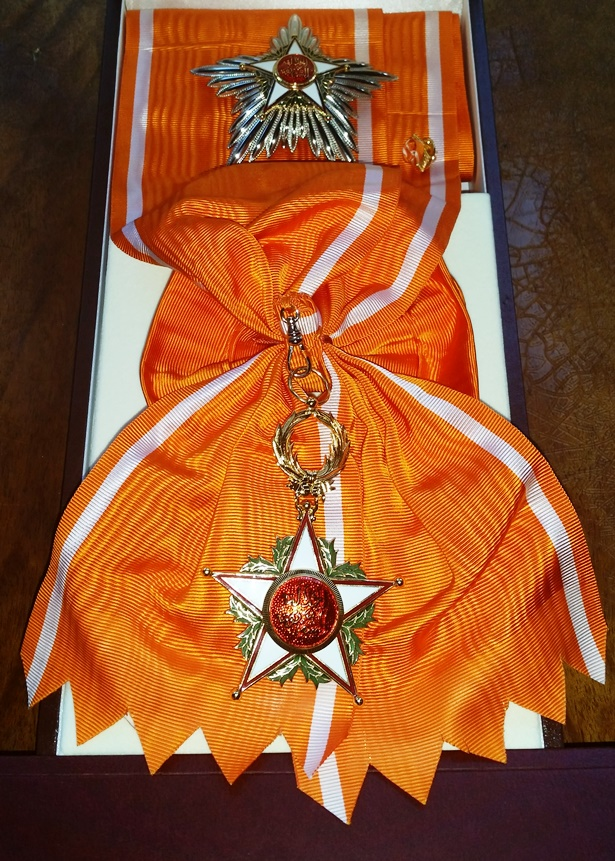
Ordens tecken

Ouissam Alaouites orden (arabiska: وسام علوي, franska: Ordre du Ouissam alaouite) är en marockansk orden som grundades år 1913 av sultan Yusef. Utmärkelsen tilldelas för meriterad tjänst till både civila och soldater. Tidigare delades den högsta graden endast till medlemmar av kungafamiljen, och var begränsad till max. 40 personer.
Orden består av fem grader (en sjätte medaljklass var i bruk mellan 1914 och 1963):
- storkors
- storofficerare
- kommendör
- officerare
- riddare